# Wang Fat Ching She
Wang Fat Ching She is een boeddhistische tempel in Hongkong, Volksrepubliek China. De tempel werd in 1939 gebouwd door Wong Kit-Wan als cadeau aan zijn derde echtgenote Wong Pik-Ngo (王璧娥) om daar te kunnen mediteren. Later migreerde zij naar Amerika en werd de tempel gedoneerd aan Tung Lin Kok Yuen. Tot heden wordt de tempel nog steeds beheerd door de laatst genoemde tempelorganisatie. Van 1998 tot 2004 werd de tempel verhuurd aan de organisatie Foguangshan.